# Modelo de conteúdo de estereótipo
Na psicologia social, o modelo de conteúdo de estereótipo (MCE) é um modelo, proposto pela primeira vez em 2002, postulando que todos os estereótipos de grupo e impressões interpessoais se formam em duas dimensões: (1) cordialidade e (2) competência.
O MCE é baseado na noção de que as pessoas são evolutivamente predispostas a primeiro avaliar a intenção de um estranho de prejudicá-las ou ajudá-las (dimensão calorosa/cordial) e, em segundo lugar, julgar a capacidade do estranho de agir de acordo com essa intenção (dimensão de competência). Grupos sociais e indivíduos que competem por recursos (por exemplo, espaço para admissão em universidades, água potável, etc.) com o próprio grupo ou consigo mesmo são tratados com hostilidade ou desprezo. Esses grupos e indivíduos se enquadram na extremidade inferior do espectro da cordialidade, enquanto grupos sociais e indivíduos com alto status social (por exemplo, grupos economicamente ou educacionalmente bem-sucedidos) são considerados competentes e encontram-se na extremidade superior do espectro da dimensão de competência. Assim, a falta de ameaça percebida prediz a avaliação de cordialidade e os símbolos de status salientes predizem impressões de competência.
 O modelo foi proposto pela psicóloga social de Princeton Susan Fiske e seus colaboradores Amy Cuddy, Peter Glick e Jun Xu. Testes experimentais subsequentes em uma variedade de amostras nacionais e internacionais descobriram que o modelo prediz com segurança o conteúdo de estereótipos em diferentes contextos culturais e as reações afetivas em relação a uma variedade de grupos. O modelo também recebeu apoio em domínios da psicologia como a percepção interpessoal.

## Dimensões

### Cordialidade

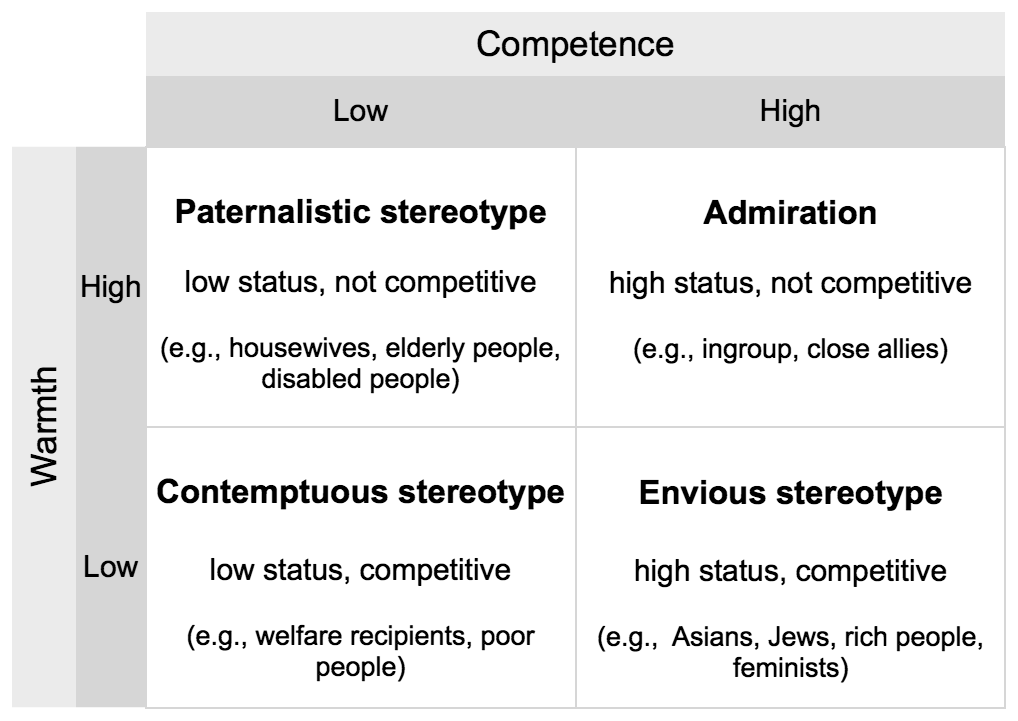
Modelo de conteúdo estereotipado, adaptado de Fiske et al. (2002): Quatro tipos de estereótipos resultantes de combinações de calor percebido e competência

As avaliações de cordialidade ou calor têm um impacto maior nas relações interpessoais e intergrupais do que as avaliações de competência. O calor é, portanto, a dimensão primária dentro do MCE. As avaliações do nível de ameaça potencial de um indivíduo ou grupo externo preveem a posição do grupo ou da pessoa ao longo do espectro alto/baixo na dimensão do calor. De uma perspectiva evolutiva, o calor é primordial porque ter uma compreensão aprofundada da competência de uma pessoa não é tão relevante se você já sabe que essa pessoa não está tentando prejudicá-lo. As primeiras versões do MCE previam que a competição intergrupal ou interpessoal conduziria as classificações de cordialidade (baixa competição → alta cordialidade; alta competição → baixa cordialidade). Em 2015, Kervyn, Fiske e Yzerbyt expandiram a definição original de ameaça do MCE também para ameaças simbólicas, com base na teoria do racismo simbólico de Kinder e Sears (1981), que deriva de medos em grupo sobre ameaças percebidas à cultura ou normas. No mesmo artigo, Kervyn, Fiske e Yzerbyt também ampliaram seu conceito de cordialidade e o definiram como um termo guarda-chuva que abrange tanto a sociabilidade quanto a moralidade. Essa reconceitualização do calor respondeu ao trabalho anterior de Leach, Ellemers e Barreto (2007), que argumentaram que a dimensão do calor combinava duas variáveis (1) sociabilidade, que descreve atributos como cooperação e gentileza, e (2) moralidade, descrevendo uma senso ético. Eles propuseram um modelo alternativo de três dimensões, que reteve a competência e divide o calor em moralidade e sociabilidade. Seu apelo pela importância da moralidade na percepção entre grupos também foi repetido por Brambilla et al. (2011) e Brambilla et al. (2012).

### Competência
Pessoas ou grupos que parecem ter "status elevado" são julgados como mais competentes do que aqueles com baixo status. A definição e previsão da dimensão de competência com base no status social tem sido robusta na literatura e, como tal, não enfrentou as mesmas críticas que a dimensão de cordialidade. A revisão transcultural da literatura de Durante et al. (2013) relatou uma correlação média entre o status e a competência de r = 0,9 (intervalo = 0,74–0,99, todos ps <0,001).

## Contexto histórico
O preconceito vem sendo desconstruído e debatido por psicólogos sociais há mais de oito décadas. As primeiras pesquisas sobre estereótipos, exemplificadas pelo trabalho do psicólogo estadunidense Gordon Allport (1954), concentravam-se em estereótipos negativos dentro de um modelo binário dentro/fora do grupo. Em contraste com as abordagens anteriores "nós" versus "eles", a estrutura 2x2 do MCE criou um novo espaço para orientações mistas de grupos externos, ou seja, grupos estereotipados como sendo de baixa cordialidade/alta competência e baixa competência/alta cordialidade. As múltiplas categorias de grupos externos no MCE representam uma variedade mais ampla de tratamento dirigido por grupos externos do que o trabalho anterior na psicologia.